# Zračna luka Sahand
Zračna luka Sahand (IATA kod: ACP, ICAO kod: OITM) smještena je nedaleko od grada Maraga a u sjeverozapadnom dijelu Irana odnosno pokrajini Istočni Azarbajdžan. Nalazi se na nadmorskoj visini od 1340 m, a imenovana je prema planinskom masivu Sahand koji se proteže okolicom. Zračna luka ima jednu asfaltiranu uzletno-sletnu stazu dužine 2930 m, a koristi se za tuzemne letove. Vodeći zračni prijevoznik koji nudi redovne letove za Teheran-Mehrabad u ovoj zračnoj luci je Iran Aseman Airlines.

## Vanjske poveznice
- (engl.) [neaktivna poveznica]
- (engl.) DAFIF, Great Circle Mapper: ACP